# Museu Felícia Leirner
O Museu Felícia Leirner está localizado em uma área de aproximadamente 35 mil metros quadrados, em meio a um remanescente de Mata Atlântica, em Campos do Jordão (SP). O equipamento cultural divide o espaço com o Auditório Claudio Santoro, casa do Festival de Inverno de Campos do Jordão. Atualmente, as instituições atuam com destaque em três frentes: Artes Visuais, Música e Ambiente.
Desde 2010, a gestão é realizada pela ACAM Portinari (Associação Cultural de Apoio ao Museu Casa de Portinari), Organização Social de Cultura, em parceria com o Governo do Estado.

## Histórico
Instalado desde 1978, em Campos do Jordão, e oficializado em 2001, o Museu foi considerado um dos mais importantes do gênero, no mundo, pela Revista Sculpture, do International Sculpture Center, de Washington D. C. (EUA), em 1987.
A área expositiva é composta por vários passeios que formam um circuito onde o visitante pode caminhar observando as esculturas e, ao mesmo tempo, a natureza. A disposição das obras permite uma forte interação, fazendo com que as pessoas sintam a mensagem da artista em cada uma de suas esculturas. A preservação e a difusão do legado da artista plástica Felícia Leirner é uma das principais preocupações dos equipamentos.
A patronesse da instituição Felícia Leirner nasceu em Varsóvia (Polônia), em 1904. Veio para o Brasil, país que adotou como pátria, em 1927. Comovida pela morte de seu companheiro Isai Leirner, em 1962, trocou a cidade de São Paulo por Campos do Jordão, para viver de forma simples e despojada, junto à natureza. A partir de 1978, quando o Museu Felícia Leirner foi inaugurado, passou a dedicar seus últimos anos de vida a ampliar a coleção que pode ser vista atualmente. Em 1982, concluiu sua produção para o Museu. Faleceu em 1996, aos 92 anos, na casa de São Paulo.
Dividindo a área com o Museu Felícia Leirner está o Auditório Cláudio Santoro, inaugurado em 1979, tem capacidade para receber até 814 espectadores e conta com equipamentos de acessibilidade, como rampas, elevador para cadeirantes e banheiros adaptados. O palco possui um fosso para orquestra e, nos bastidores, amplos camarins,  salas de ensaio e área técnica. O saguão de entrada conta com um lounge e café.
A área onde estão sediados os equipamentos, é um importante remanescente de Mata Atlântica. Um estudo realizado em 2011, concluiu que o local apresenta uma rica diversidade biológica, que inclui espécies de animais ameaçados de extinção. Com base nesse estudo, as instituições direcionam suas ações ambientais, fortalecendo-se como parceiras de unidades de conservação e como referências em comunicação ambiental sobre a região, se integrando ao mosaico de florestas protegidas, manejo, proteção da biodiversidade e recuperação de áreas degradadas.

## Acervo
O acervo do museu reúne 86 esculturas da artista, são 44 esculturas de bronze, 39 de cimento branco e 2 de granito e 1 de gesso, que expressam claramente a paixão da escultora pelas formas da natureza. O conjunto de uma obra dividida em cinco fases: Figurativa (1950 a 1958), A caminho da abstração (1958 a 1961), Abstrata (1963 a 1965), Orgânica (1966 a 1970) e Recortes na paisagem (1980 a 1982).
Em 2009, por meio da ACAM Portinari, foi  iniciado o projeto de restauro das obras do museu. O restaurador Júlio Moraes foi responsável pela recuperação das obras. A primeira etapa do processo contemplou as peças feitas em cimento, que passaram por uma restauração estrutural, desde a manutenção do concreto armado até a pintura com cal branca. Na segunda e última etapa, realizada em 2010, as obras em bronze tiveram suas bases de tijolos trocadas por cimento aparente e foram polidas para recuperar o brilho.
O museu investe na conservação preventiva das obras com um programa permanente e detalhado para evitar que as peças se desgastem excessivamente com a ação do tempo

## Programação
O local oferece espaço exclusivo para acolhimento e recepção do visitante e estacionamento gratuito, inclusive para o público deficiente. O Museu oferece ao público o acompanhamento na visita por profissionais preparados para desempenhar essa função educativa. O acompanhamento acontece para o público espontâneo e/ou organizado (mediante agendamento).
Entre os projetos destinados à comunidade estão a "Série Chorinho no Museu", o "Encontros com Arte", a "Série Claudio Santoro" e a "Série Orquestra no Museu", entre outros.